# Mont Tomorr
Le mont Tomorr, connu dans l'Antiquité classique sous le nom de mont Amyron, est une montagne d'Albanie, éponyme d'un des principaux parcs nationaux de ce pays.

## Géographie
S'élevant à 2 416 mètres d'altitude, le mont Tomorr est le principal sommet au sud-est de la ville de Berat.

## Histoire
La montagne est associée à la figure légendaire anthropomorphique de Baba Tomor.
Au pied de la montagne se trouvent de nombreuses fortifications médiévales, dont la plus célèbre est la forteresse Tomorrnitsa. Elle occupe une place particulière dans la mémoire bulgare pour les évènements qui s'y seraient déroulés à la fin du Premier Empire bulgare.
La montagne est aussi un lieu saint pour les musulmans bektashis des Balkans. À son sommet se trouve un türbe construit en 1620, et présenté comme le mausolée d'Abbas ibn Ali. Celui-ci étant mort en Irak, il pourrait, plus vraisemblablement, contenir une relique par contact. Un tekke fut construit en 1916 et un pèlerinage a lieu, chaque année, à la fin du mois d'août, à l'occasion duquel des moutons, voire des poulets, sont sacrifiés.